# Плеј-оф Евролиге у кошарци 2020/21.
Плеј-оф Евролиге у кошарци 2020/21. се игра од 20. априла до 5. маја 2021. године. Осам тимова из регуларне фазе се квалификовало у Плеј-оф рунду. Победници мечева ће се квалификовати на Фајнал фор.

## Формат
У Плеј-оф рунди, играју се највише 5 утакмица у серији, уколико тим буде имао три победе пролази директно на Фајнал фор. Играће се у формату 2-2-1, тим који има предност, играће утакмице на домаћем терену у 1, 2 и 5 мечу, док ће тим који нема предност домаћег терена, на домаћем терену играти 3 и 4. утакмицу, 4 и 5 меч ће се играти само уколико то буде потребно (у случају резултата 2:1 или 1:2 или 2:2).

## Квалификовани тимови
|   | Тим                             | Игр. | Поб. | Изг. | П+   | П-   | П+/- | Бод | Квалификације     |
| - | ------------------------------- | ---- | ---- | ---- | ---- | ---- | ---- | --- | ----------------- |
| 1 | Барселона                       | 34   | 24   | 10   | 2706 | 2469 | +237 | 58  | Повлашћени тим    |
| 2 | ЦСКА Москва                     | 34   | 24   | 10   | 2817 | 2662 | +155 | 58  | Повлашћени тим    |
| 3 | Анадолу Ефес                    | 34   | 22   | 12   | 2838 | 2604 | +234 | 56  | Повлашћени тим    |
| 4 | Армани ексчејнџ Олимпија Милано | 34   | 21   | 13   | 2720 | 2599 | +121 | 55  | Повлашћени тим    |
| 5 | Бајерн Минхен                   | 34   | 21   | 13   | 2633 | 2599 | +34  | 55  | Не повлашћени тим |
| 6 | Реал Мадрид                     | 34   | 20   | 14   | 2667 | 2593 | +74  | 54  | Не повлашћени тим |
| 7 | Фенербахче Беко                 | 34   | 20   | 14   | 2661 | 2679 | -18  | 54  | Не повлашћени тим |
| 8 | Зенит Санкт Петербург           | 34   | 20   | 14   | 2670 | 2547 | +123 | 54  | Не повлашћени тим |

## Четвртфиналне утакмице
Осам најбољих екипа из регуларног дела сезоне улазе у четвртфинале. У четвртфиналу клубови се укрштају по систему 1—8, 2—7, 3—6, 4—5. Игра се на три победе. Прве две утакмице и евентуално пета играју се на терену боље пласиране екипе, а трећа и евентуално четврта на терену лошије пласиране екипе из првог дела такмичења.
|    | Екипа 1                         | Рез. | Екипа 2               | 1. утакмица | 2. утакмица | 3. утакмица | 4. утакмица | 5. утакмица |
| -- | ------------------------------- | ---- | --------------------- | ----------- | ----------- | ----------- | ----------- | ----------- |
| 1. | Барселона                       | 3:2  | Зенит Санкт Петербург | 74:76       | 81:78 (OT)  | 78:70       | 61:74       | 79:53       |
| 2. | ЦСКА Москва                     | 3:0  | Фенербахче Беко       | 92:76       | 78:67       | 85:68       | —:—         | —:—         |
| 3. | Анадолу Ефес                    | 3:2  | Реал Мадрид           | 90:63       | 91:68       | 76:80       | 76:82       | 88:83       |
| 4. | Армани ексчејнџ Олимпија Милано | 3:2  | Бајерн Минхен         | 79:78       | 80:69       | 79:85       | 82:85       | 92:89       |

## Утакмице

### Прва утакмица
| 20. април 2021. | Анадолу Ефес                                                           | 90–63 (Серија: 1−0)                   | Реал Мадрид                                                                                       | Истанбул                                                                              |  |
| 19:00           | Четвртине: 20:18, 24:22, 20:10, 26:13                                  | Четвртине: 20:18, 24:22, 20:10, 26:13 | Четвртине: 20:18, 24:22, 20:10, 26:13                                                             |                                                                                       |  |
|                 | Поени: Бобуа 19 Скокови: Шанли 8 Асистенције: Симон 6 Индекс: Шанли 19 | Извештај                              | Поени: Томпкинс 13 Скокови: Таварес 9 Асистенције: Лапровитола 4 Индекс: Лапровитола, Томпкинс 13 | Арена: Синан Ердем Дом Гледалаца: 0 Судије: Сретен Радовић, Саша Пукл, Томаш Травицки |  |

| 20. април 2021. | Армани Ексчејнџ Олимпија Милано                                          | 79–78 (Серија: 1−0)                   | Бајерн Минхен                                                       | Милано                                                                                           |  |
| 20:45           | Четвртине: 16:18, 11:26, 26:20, 26:14                                    | Четвртине: 16:18, 11:26, 26:20, 26:14 | Четвртине: 16:18, 11:26, 26:20, 26:14                               |                                                                                                  |  |
|                 | Поени: Ледеј 17 Скокови: Ледеј 7 Асистенције: Делејни 4 Индекс: Ледеј 29 | Извештај                              | Поени: Сили 23 Скокови: Сили 6 Асистенције: Шишко 6 Индекс: Сили 32 | Арена: Медиоланум Форум Гледалаца: 0 Судије: Хуан Карлос Гарсија, Фернандо Роча, Томислав Хордов |  |

| 21. април 2021. | ЦСКА Москва                                                                               | 92–76 (Серија: 1−0)                   | Фенербахче Беко                                                              | Москва                                                                                       |  |
| 19:00           | Четвртине: 28:23, 25:21, 11:22, 28:10                                                     | Четвртине: 28:23, 25:21, 11:22, 28:10 | Четвртине: 28:23, 25:21, 11:22, 28:10                                        |                                                                                              |  |
|                 | Поени: Клајбурн, Хекет 20 Скокови: Војтман 10 Асистенције: Клајбурн 5 Индекс: Клајбурн 25 | Извештај                              | Поени: Де Коло 27 Скокови: О'Квин 6 Асистенције: Бартел 5 Индекс: Де Коло 27 | Арена: Мегаспорт арена Гледалаца: 4.049 Судије: Луићи Ламоника, Олегс Латишевс, Гитис Вилиус |  |

| 21. април 2021. | Барселона                                                                  | 74–76 (Серија: 0−1)                   | Зенит Санкт Петербург                                                    | Барселона                                                                                     |  |
| 21:00           | Четвртине: 21:21, 13:27, 20:13, 20:15                                      | Четвртине: 21:21, 13:27, 20:13, 20:15 | Четвртине: 21:21, 13:27, 20:13, 20:15                                    |                                                                                               |  |
|                 | Поени: Дејвис 18 Скокови: Дејвис 9 Асистенције: Хигинс 6 Индекс: Дејвис 25 | Извештај                              | Поени: Пангос 19 Скокови: Блек 6 Асистенције: Пангос 9 Индекс: Пангос 33 | Арена: Дворана Блауграна Гледалаца: 0 Судије: Роберт Лотермосер, Емин Могулкоч, Милан Недовић |  |

### Друга утакмица
| 22. април 2021. | Анадолу Ефес                                                                | 91–68 (Серија: 2−0)                   | Реал Мадрид                                                                                     | Истанбул                                                                                  |  |
| 19:00           | Четвртине: 22:13, 22:19, 21:13, 26:23                                       | Четвртине: 22:13, 22:19, 21:13, 26:23 | Четвртине: 22:13, 22:19, 21:13, 26:23                                                           |                                                                                           |  |
|                 | Поени: Мицић 23 Скокови: три играча 4 Асистенције: Бобуа 6 Индекс: Мицић 26 | Извештај                              | Поени: Томпкинс 17 Скокови: Гаруба 6 Асистенције: Лапровитола 10 Индекс: Гаруба, Лапровитола 16 | Арена: Синан Ердем Дом Гледалаца: 0 Судије: Матеј Болтаузер, Мехди Дифалах, Саулиус Рацис |  |

| 22. април 2021. | Армани Ексчејнџ Олимпија Милано                                                      | 80–69 (Серија: 2−0)                    | Бајерн Минхен                                                                | Милано                                                                                |  |
| 20:45           | Четвртине: 26:12, 21:17, 18:24, 15:'16                                               | Четвртине: 26:12, 21:17, 18:24, 15:'16 | Четвртине: 26:12, 21:17, 18:24, 15:'16                                       |                                                                                       |  |
|                 | Поени: Пантер 20 Скокови: Хајнс, Ледеј 7 Асистенције: Родригез 4 Индекс: Родригез 15 | Извештај                               | Поени: Болдвин 23 Скокови: Лучић 8 Асистенције: Болдвин 6 Индекс: Болдвин 26 | Арена: Медиоланум Форум Гледалаца: 0 Судије: Саша Пукл, Олегс Латишевс, Емин Могулкоч |  |

| 23. април 2021. | ЦСКА Москва                                                                | 78–67 (Серија: 2−0)                    | Фенербахче Беко                                                              | Москва                                                                                         |  |
| 19:00           | Четвртине: 23:25, 27:17, 10:'13, 18:12                                     | Четвртине: 23:25, 27:17, 10:'13, 18:12 | Четвртине: 23:25, 27:17, 10:'13, 18:12                                       |                                                                                                |  |
|                 | Поени: Хекет 14 Скокови: Шенгелија 7 Асистенције: Хекет 9 Индекс: Хекет 26 | Извештај                               | Поени: Гудурић 27 Скокови: Браун 5 Асистенције: Гудурић 3 Индекс: Гудурић 27 | Арена: Мегаспорт арена Гледалаца: 5.128 Судије: Мигел Анхел Перез, Милан Недовић, Урош Николић |  |

| 23. април 2021. | Барселона                                                                   | 81–780(OT) (Серија: 1−1)                                | Зенит Санкт Петербург                                                            | Барселона                                                                             |  |
| 21:00           | Четвртине: 13:16, 25:13, 10:19, 18:18, Продужеци: 15:12                     | Четвртине: 13:16, 25:13, 10:19, 18:18, Продужеци: 15:12 | Четвртине: 13:16, 25:13, 10:19, 18:18, Продужеци: 15:12                          |                                                                                       |  |
|                 | Поени: Дејвис 22 Скокови: Дејвис 8 Асистенције: Калатес 4 Индекс: Дејвис 33 | Извештај                                                | Поени: Пангос 23 Скокови: Блек 7 Асистенције: Риверс, Пангос 3 Индекс: Пангос 19 | Арена: Дворана Блауграна Гледалаца: 0 Судије: Луиђи Ламоника, Дамир Јавор, Ана Пантер |  |

### Трећа утакмица
| 27. април 2021. | Реал Мадрид                                                       | 80–76 (Серија: 1−2)                   | Анадолу Ефес                                                             | Мадрид                                                                                          |  |
| 21:00           | Четвртине: 15:15, 13:23, 20:20, 32:18                             | Четвртине: 15:15, 13:23, 20:20, 32:18 | Четвртине: 15:15, 13:23, 20:20, 32:18                                    |                                                                                                 |  |
|                 | Поени: Љуљ 20 Скокови: Гаруба 9 Асистенције: Љуљ 7 Индекс: Љуљ 22 | Извештај                              | Поени: Мицић 29 Скокови: Данстон 7 Асистенције: Мицић 6 Индекс: Мицић 34 | Арена: Палата спортова Покрајине Гледалаца: 0 Судије: Луиђи Ламоника, Фернандо Роча, Ане Пантер |  |

| 28. април 2021. | Зенит Санкт Петербург                                                   | 70–78 (Серија: 1−2)                   | Барселона                                                                   | Санкт Петербург                                                                            |  |
| 19:00           | Четвртине: 16:16, 17:18, 18:21, 19:23                                   | Четвртине: 16:16, 17:18, 18:21, 19:23 | Четвртине: 16:16, 17:18, 18:21, 19:23                                       |                                                                                            |  |
|                 | Поени: Барон 19 Скокови: Томас 9 Асистенције: Пангос 6 Индекс: Томас 21 | Извештај                              | Поени: Дејвис 22 Скокови: Дејвис 8 Асистенције: Калатес 6 Индекс: Дејвис 28 | Арена: Сибур арена Гледалаца: 5.178 Судије: Матеј Болтаузер, Томислав Хордов, Урош Николић |  |

| 28. април 2021. | Фенербахче Беко                                                                              | 68–85 (Серија: 0−3)                   | ЦСКА Москва                                                                                  | Истанбул                                                                                      |  |
| 19:45           | Четвртине: 24:17, 15:27, 11:27, 18:14                                                        | Четвртине: 24:17, 15:27, 11:27, 18:14 | Четвртине: 24:17, 15:27, 11:27, 18:14                                                        |                                                                                               |  |
|                 | Поени: Де Коло 22 Скокови: Биберовић 7 Асистенције: Де Коло, Дувериоглу 3 Индекс: Де Коло 19 | Извештај                              | Поени: Клајбурн 34 Скокови: Клајбурн, Лундберг 7 Асистенције: Лундберг 5 Индекс: Клајбурн 38 | Арена: Спортска арена Улкер Гледалаца: 0 Судије: Роберт Лотермосер, Саша Пукл, Томаш Травицки |  |

| 28. април 2021. | Бајерн Минхен                                                           | 85–79 (Серија: 1−2)                  | Армани Ексчејнџ Олимпија Милано                                                 | Минхен                                                                        |  |
| 20:45           | Четвртине: 23:9, 16:26, 25:16, 21:28                                    | Четвртине: 23:9, 16:26, 25:16, 21:28 | Четвртине: 23:9, 16:26, 25:16, 21:28                                            |                                                                               |  |
|                 | Поени: Лучић 27 Скокови: Џонсон 9 Асистенције: Шишко 8 Индекс: Лучић 35 | Извештај                             | Поени: Дилејни 18 Скокови: Ледеј 4 Асистенције: Хајнц, Рол 3 Индекс: Дилејни 21 | Арена: Ауди дом Гледалаца: 0 Судије: Дамир Јавор, Мехди Дифала, Гитис Вилијус |  |

- Уколико буде неопходно играће се и четврта и пета утакмица.

### Четврта утакмица
| 29. април 2021. | Реал Мадрид                                                              | 82–76 (Серија: 2−2)                    | Анадолу Ефес                                                                         | Мадрид                                                                                              |  |
| 21:00           | Четвртине: 19:13, 17:34, '21:19, 25:10                                   | Четвртине: 19:13, 17:34, '21:19, 25:10 | Четвртине: 19:13, 17:34, '21:19, 25:10                                               | |  |
|                 | Поени: Гаруба 24 Скокови: Гаруба 12 Асистенције: Љуљ 8 Индекс: Гаруба 30 | Извештај                               | Поени: Бобуа 23 Скокови: Данстон, Синглтон 6 Асистенције: Ларкин 8 Индекс: Ларкин 31 | Арена: Палата спортова Покрајине Гледалаца: 0 Судије: Сретен Радовић, Олегс Латишевс, Милан Недовић |  |

| 30. април 2021. | Зенит Санкт Петербург                                                     | 74–61 (Серија: 2−2)                   | Барселона                                                                    | Санкт Петербург                                                                     |  |
| 19:00           | Четвртине: 25:13, 11:13, 22:12, 16:23                                     | Четвртине: 25:13, 11:13, 22:12, 16:23 | Четвртине: 25:13, 11:13, 22:12, 16:23                                        |                                                                                     |  |
|                 | Поени: Пангос 22 Скокови: Томас 9 Асистенције: Пангос 8 Индекс: Пангос 23 | Извештај                              | Поени: Калатес 19 Скокови: Миротић 6 Асистенције: Хигинс 4 Индекс: Хигинс 19 | Арена: Сибур арена Гледалаца: 4.624 Судије: Саша Пукл, Фернандо Роча, Мехди Дифалах |  |

| 30. април 2021. | Бајерн Минхен                                                                       | 85–82 (Серија: 2−2)                   | Армани Ексчејнџ Олимпија Милано                                                   | Минхен                                                                                     |  |
| 20:45           | Четвртине: 23:19, 17:31, 23:21, 22:11                                               | Четвртине: 23:19, 17:31, 23:21, 22:11 | Четвртине: 23:19, 17:31, 23:21, 22:11                                             |                                                                                            |  |
|                 | Поени: Болдвин 18 Скокови: Џонсон 7 Асистенције: Болдвин 4 Индекс: Лучић, Ципсер 18 | Извештај                              | Поени: Дилејни 28 Скокови: Шилдс, Еванс 7 Асистенције: Шилдс 5 Индекс: Дилејни 30 | Арена: Ауди дом Гледалаца: 0 Судије: Матеј Болтаузер, Хуан Карлос Гарсија, Томислав Хордов |  |

### Пета утакмица
| 4. мај 2021. | Анадолу Ефес                                                                    | 88–83 (Серија: 3−2)                   | Реал Мадрид                                                                                                | Истанбул                                                                                 |  |
| 18:45        | Четвртине: 18:21, 18:20, 24:16, 28:26                                           | Четвртине: 18:21, 18:20, 24:16, 28:26 | Четвртине: 18:21, 18:20, 24:16, 28:26                                                                      |                                                                                          |  |
|              | Поени: Синглтон 26 Скокови: Синглтон 8 Асистенције: Мицић 5 Индекс: Синглтон 38 | Извештај                              | Поени: Лапровитола 17 Скокови: Гаруба, Таварес 7 Асистенције: Абалде, Лапровитола 4 Индекс: Лапровитола 20 | Арена: Синан Ердем Дом Гледалаца: 0 Судије: Матеј Болтаузер, Фернандо Роча, Урош Николић |  |

| 4. мај 2021. | Армани Ексчејнџ Олимпија Милано                                           | 92–89 (Серија: 3−2)                   | Бајерн Минхен                                                                      | Милано                                                                                        |  |
| 20:45        | Четвртине: 24:22, 26:18, 22:18, 20:31                                     | Четвртине: 24:22, 26:18, 22:18, 20:31 | Четвртине: 24:22, 26:18, 22:18, 20:31                                              |                                                                                               |  |
|              | Поени: Шилдс 34 Скокови: Хајнс 7 Асистенције: Родригез 7 Индекс: Шилдс 41 | Извештај                              | Поени: Рејнолдс 19 Скокови: Рејнолдс 10 Асистенције: Болдвин 5 Индекс: Рејнолдс 24 | Арена: Медиоланум Форум Гледалаца: 0 Судије: Сретен Радовић, Мигел Анхел Перез, Гитис Вилијус |  |

| 4. мај 2021. | Барселона                                                                  | 79–53 (Серија: 3−2)                  | Зенит Санкт Петербург                                                            | Барселона                                                                                        |  |
| 21:00        | Четвртине: 23:14, 20:16, 14:9, 22:14                                       | Четвртине: 23:14, 20:16, 14:9, 22:14 | Четвртине: 23:14, 20:16, 14:9, 22:14                                             |                                                                                                  |  |
|              | Поени: Хигинс 15 Скокови: Дејвис 8 Асистенције: Калатес 5 Индекс: Гасол 16 | Извештај                             | Поени: Појтрес 11 Скокови: Појтрес, Блек Асистенције: Пангос 10 Индекс: Томас 14 | Арена: Дворана Блауграна Гледалаца: 0 Судије: Роберт Лотермосер, Олегс Латишевс, Томислав Хордов |  |